# (6337) Shiota
(6337) Shiota est un astéroïde de la ceinture principale.

## Description
(6337) Shiota est un astéroïde de la ceinture principale. Il fut découvert le 26 octobre 1992 à Kitami par Kin Endate et Kazuro Watanabe. Il présente une orbite caractérisée par un demi-grand axe de 3,09 UA, une excentricité de 0,14 et une inclinaison de 3,9° par rapport à l'écliptique.

## Compléments